# I'm the Boy
Pour l'album de Serge Gainsbourg, voir Love on the Beat.
I'm the Boy est une chanson de Serge Gainsbourg, parue sur l'album Love on the Beat.

## Thèmes
I'm The Boy fait référence aux rencontres homosexuelles nocturnes (bars gay, prostitution, backroom... ce n'est pas clairement défini).

## Paroles et musique
Le refrain du morceau I'm The Boy reprend la mélodie de l'introduction du Sacre du printemps d’Igor Stravinsky.
Les paroles "I'm the boy that can enjoy invisibility" viennent d'une chanson au début de Ulysse de James Joyce. On retrouve cette idée dans le Portrait de l'Auteur où elle est associée au meilleur de la création artistique.
Gainsbourg interprétera cette chanson lors de son concert de 1985 au Casino de Paris (enregistré les 3, 4 et 5 octobre) dans une version écourtée ne comportant que les couplets no 1 (Ombre parmi les ombres), no 4 (Homme parmi les hommes) et no 5 (Putain parmi les putes) mais précédée d'une introduction à la basse de plus de deux minutes, dont l’enregistrement apparaîtra sur l'album Gainsbourg Live.